# Din ce sunt făcute fetele?
„Din ce sunt făcute fetele?” (titlu original „What Are Little Girls Made Of?”) este al șaptelea episod din Star Trek: Seria originală care a avut premiera la 20 octombrie 1966.

## Prezentare
În căutarea logodnicului lui Christine Chapel, renumitul exobiolog Roger Korby, nava Enterprise vizitează planeta înghețată Exo III, unde Korby a descoperit un dispozitiv antic ce îi permite să creeze o copie android a oricărei persoane vii. Korby intenționează să folosească acest dispozitiv pentru a popula Federația Unită a Planetelor cu androizi controlați, și îl înlocuiește pe căpitanul Kirk cu o asemenea copie, în încercarea de a pune stăpânire pe Enterprise. Dar în cele din urmă se dovedește că Roger Korby nu este ceea ce pare.

## Vezi și
- 1966 în științifico-fantastic